# Argentinië op de Olympische Zomerspelen 1996
Argentinië nam deel aan de Olympische Zomerspelen 1996 in Atlanta, Verenigde Staten. Er werden 3 medailles gewonnen, waarvan 2 zilver en één brons. Hiermee eindigde Argentinië op de 54e plaats.

## Medaillewinnaars

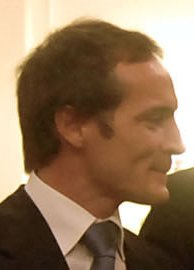
Carlos Espínola tijdens de huldiging door de Argentijnse president na afloop van de Spelen

| Sport | Olympiër | Onderdeel   | Medaille |
| --- | --- | ----------- | -------- |
| Voetbal | \| Argentijns olympisch mannenelftal \| Argentijns olympisch mannenelftal \| \| --------------------------------------------------------------------------------------------------------------------------------------------------------------------------------------------------------------------------------------------------------------------- \| --------------------------------- \| \| Carlos Bossio Pablo Cavallero Roberto Ayala José Chamot Javier Zanetti Roberto Sensini Matías Almeyda Diego Simeone Hugo Morales Mauricio Pineda Pablo Paz Christian Bassedas Marcelo Gallardo Claudio López Hernán Crespo Ariel Ortega Gustavo López Marcelo Delgado \| \| | mannen      | Zilver   |
| Zeilen | Carlos Espínola | mistral (m) | Zilver   |
| Boksen | Pablo Chacón | -57kg (m)   | Brons    |
| Argentijns olympisch mannenelftal | |             |          |
| Carlos Bossio Pablo Cavallero Roberto Ayala José Chamot Javier Zanetti Roberto Sensini Matías Almeyda Diego Simeone Hugo Morales Mauricio Pineda Pablo Paz Christian Bassedas Marcelo Gallardo Claudio López Hernán Crespo Ariel Ortega Gustavo López Marcelo Delgado | |             |          |

## Deelnemers en resultaten per onderdeel

### Atletiek
| Olympiër           | Discipline         | Resultaat | Prestatie                                       |
| ------------------ | ------------------ | --------- | ----------------------------------------------- |
| Carlos Gats        | 100m (m)           | 63e       | serie 7: 4e in 10,57                            |
| Carlos Gats        | 200m (m)           | 29e       | serie 3: 4e in 20,82 kwartfinale 5: 7e in 20,84 |
| Antonio Silio      | marathon (m)       | DNF       | niet gefinsht                                   |
| Marcelo Pugliese   | discuswerpen (m)   | 29e       | kwalificatie A: 17e met 56,72m                  |
| Andrés Charadia    | kogelslingeren (m) | 35e       | kwalificatie A: 17e met 65,26m                  |
|                    |                    |           |                                                 |
| Marta Orellana     | 800m (v)           | 29e       | serie 2: 6e in 2.04,99                          |
| Griselda González  | marathon (v)       | 19e       | 2:35.12                                         |
| Andrea Ávila       | verspringen (v)    | 31e       | kwalificatie A: 18e met 6,00m                   |
| Liliana Martinelli | discuswerpen (v)   | 35e       | kwalificatie A: 17e met 55,68m                  |

### Basketbal
| Olympiër | Discipline | Resultaat | Prestatie |
| --- | ---------- | --------- | --- |
| Esteban de la Fuente Juan Alberto Espil Daniel Farabello Ernesto Michel Marcelo Milanesio Marcelo Nicola Fabricio Oberto Diego Osella Esteban Pérez Jorge Racca Luis Villar Rubén Wolkowyski | mannen     | 9e        | groepsfase: 5e V van Verenigde Staten: 68-96 W van Litouwen: 65-61 V van China: 77-87 V van Kroatië: 75-90 W van Angola: 66-62 9-12e plek: W van Zuid-Korea: 97-79 9-10e plek: W van Puerto Rico: 87-77 |

| Groep A |                  |             |             |             |        |        |        |        |
| #       | Land             | Wedstrijden | Wedstrijden | Wedstrijden | Punten | Punten | Punten | Punten |
| #       | Land             | G           | W           | V           | V      | T      | Saldo  | Punten |
| 1       | Verenigde Staten | 5           | 5           | 0           | 522    | 345    | +177   | 10     |
| 2       | Litouwen         | 5           | 3           | 2           | 427    | 354    | +73    | 8      |
| 3       | Kroatië          | 5           | 3           | 2           | 422    | 386    | +36    | 8      |
| 4       | China            | 5           | 2           | 3           | 360    | 502    | -142   | 7      |
| 5       | Argentinië       | 5           | 2           | 3           | 351    | 396    | -45    | 7      |
| 6       | Angola           | 5           | 0           | 5           | 280    | 379    | -199   | 5      |

| Ronde        | Datum   | Plaats           | Land  | Score       | Land |
| ------------ | ------- | ---------------- | ----- | ----------- | ---- |
| Groepsfase   |         |                  |       |             |      |
| 20 juli      | Atlanta | Verenigde Staten | 96-68 | Argentinië  |      |
| 22 juli      | Atlanta | Argentinië       | 65-61 | Litouwen    |      |
| 24 juli      | Atlanta | China            | 87-77 | Argentinië  |      |
| 26 juli      | Atlanta | Argentinië       | 75-90 | Kroatië     |      |
| 28 juli      | Atlanta | Argentinië       | 66-62 | Angola      |      |
| 9-12e plaats |         |                  |       |             |      |
| 30 juli      | Atlanta | Argentinië       | 97-79 | Zuid-Korea  |      |
| 9-10e plaats |         |                  |       |             |      |
| 3 augustus   | Atlanta | Argentinië       | 87-77 | Puerto Rico |      |

### Boksen
| Olympiër            | Discipline | Resultaat | Prestatie |
| ------------------- | ---------- | --------- | --- |
| Omar Andrés Narváez | -51kg (m)  | 9e        | 1e ronde: W van DOM Guzmán: 9-4 2e ronde: V van ALG Assous: 4-20                                                                      |
| Pablo Chacón        | -57kg (m)  | Brons     | 1e ronde: W van JAM Gray: 6-5 2e ronde: W van MRI Lebon: 14-7 kwartfinale: W van HUN Nagy: 13-7 halve finale: V van THA Kamsing: 8-20 |
| Fabrizio Nieva      | -60kg (m)  | 9e        | 1e ronde: W van UGA Agentho: 12-8 2e ronde: V van KOR Eun-Chul: 11-27                                                                 |
| Guillermo Saputo    | -67kg (m)  | 17e       | 1e ronde: V van KOR Bae: 7-11 |
| Oscar Gómez         | -71kg (m)  | 17e       | 1e ronde: V van UZB Tulaganov: knock-out                                                                                              |

### Gewichtheffen
| Olympiër          | Discipline | Resultaat | Prestatie                                                  |
| ----------------- | ---------- | --------- | ---------------------------------------------------------- |
| Gustavo Majauskas | -64kg (m)  | 20e       | trekken: 19e met 125kg stoten: 12e met 160kg totaal: 285kg |
| Marcelo Gandolfo  | -70kg (m)  | 24e       | trekken: 24e met 120kg stoten: 24e met 140kg totaal: 260kg |
| Gabriel Lemme     | -70kg (m)  | DNF       | niet gefinisht                                             |

### Gymnastiek
| Olympiër        | Discipline               | Resultaat | Prestatie      |
| --------------- | ------------------------ | --------- | -------------- |
| Marcelo Palacio | meerkamp individueel (m) | 70e       | 104,025 punten |
| Marcelo Palacio | vloer (m)                | 89e       | 17,450 punten  |
| Marcelo Palacio | paard met bogen (m)      | 86e       | 16,875 punten  |
| Marcelo Palacio | ringen (m)               | 90e       | 17,325 punten  |
| Marcelo Palacio | sprong (m)               | 94e       | 17,785 punten  |
| Marcelo Palacio | brug (m)                 | 90e       | 17,100 punten  |
| Marcelo Palacio | rekstok (m)              | 86e       | 17,400 punten  |
|                 |                          |           |                |
| Marcelo Palacio | meerkamp individueel (v) | 65e       | 72,772 punten  |
| Marcelo Palacio | vloer (v)                | 71e       | 18,537 punten  |
| Marcelo Palacio | sprong (v)               | 61e       | 18,724 punten  |
| Marcelo Palacio | brug (v)                 | 57e       | 18,737 punten  |
| Marcelo Palacio | balk (v)                 | 86e       | 16,774 punten  |

### Hockey

#### Mannen
| Olympiër | Discipline | Resultaat | Prestatie |
| --- | ---------- | --------- | --- |
| Pablo Moreira Jorge Querejeta Edgardo Pailos Diego Chiodo Alejandro Doherty Fernando Moresi Rodolfo Pérez Carlos Retegui Jorge Lombi Gabriel Minadeo Fernando Ferrara Leandro Baccaro Rodolfo Schmitt Santiago Capurro Maximiliano Caldas Pablo Lombi | mannen     | 9e        | groepsfase: 5e W van India: 1-0 W van Verenigde Staten: 5-2 V van Spanje: 1-2 V van Duitsland: 0-3 V van Pakistan: 2-6 9-12e plek: W van Maleisië: 4-4 (3-0) 9-10e plek: W van Zuid-Afrika: 3-2 |

| Groep A |                  |             |             |             |             |            |            |            |        |
| #       | Land             | Wedstrijden | Wedstrijden | Wedstrijden | Wedstrijden | Doelpunten | Doelpunten | Doelpunten | Punten |
| #       | Land             | G           | W           | G           | V           | V          | T          | Saldo      | Punten |
| 1       | Spanje           | 5           | 4           | 1           | 0           | 14         | 5          | +9         | 8      |
| 2       | Duitsland        | 5           | 3           | 1           | 1           | 10         | 3          | +7         | 7      |
| 3       | India            | 5           | 2           | 2           | 1           | 8          | 3          | +5         | 5      |
| 4       | Pakistan         | 5           | 2           | 1           | 2           | 11         | 8          | +3         | 5      |
| 5       | Argentinië       | 5           | 2           | 0           | 3           | 9          | 13         | -4         | 4      |
| 6       | Verenigde Staten | 5           | 0           | 0           | 5           | 3          | 23         | -20        | 0      |

| Ronde        | Datum   | Plaats           | Land      | Score       | Land |
| ------------ | ------- | ---------------- | --------- | ----------- | ---- |
| Groepsfase   |         |                  |           |             |      |
| 20 juli      | Atlanta | India            | 0-1       | Argentinië  |      |
| 22 juli      | Atlanta | Verenigde Staten | 2-5       | Argentinië  |      |
| 24 juli      | Atlanta | Spanje           | 2-1       | Argentinië  |      |
| 26 juli      | Atlanta | Duitsland        | 3-0       | Argentinië  |      |
| 28 juli      | Atlanta | Pakistan         | 6-2       | Argentinië  |      |
| 9-12e plaats |         |                  |           |             |      |
| 31 juli      | Atlanta | Argentinië       | 4-4 (3-0) | Maleisië    |      |
| 9-10e plaats |         |                  |           |             |      |
| 1 augustus   | Atlanta | Argentinië       | 3-2       | Zuid-Afrika |      |

#### Vrouwen
| Olympiër | Discipline | Resultaat | Prestatie |
| --- | ---------- | --------- | --- |
| Mariana Arnal Sofía MacKenzie Magdalena Aicega Silvia Corvalán Anabel Gambero Julieta Castellán Gabriela Pando Gabriela Sánchez Vanina Oneto Jorgelina Rimoldi Karina Masotta María Castelli Verónica Artica Cecilia Rognoni Ayelén Stepnik Mariana González Oliva | vrouwen    | 9e        | groepsfase: 7e V van Duitsland: 0-2 V van Australië: 1-7 W van Spanje: 1-0 W van Verenigde Staten: 2-1 V van Nederland: 1-4 G tegen Zuid-Korea: 2-2 V van Groot-Brittannië: 0-5 |

| Voorronde |                  |             |             |             |             |            |            |            |        |
| #         | Land             | Wedstrijden | Wedstrijden | Wedstrijden | Wedstrijden | Doelpunten | Doelpunten | Doelpunten | Punten |
| #         | Land             | G           | W           | G           | V           | V          | T          | Saldo      | Punten |
| 1         | Australië        | 7           | 6           | 1           | 0           | 24         | 4          | +20        | 13     |
| 2         | Zuid-Korea       | 7           | 4           | 1           | 2           | 18         | 9          | +9         | 10     |
| 3         | Groot-Brittannië | 7           | 3           | 2           | 2           | 12         | 11         | +1         | 8      |
| 4         | Nederland        | 7           | 3           | 2           | 2           | 15         | 15         | 0          | 8      |
| 5         | Verenigde Staten | 7           | 2           | 2           | 3           | 8          | 11         | -3         | 6      |
| 6         | Duitsland        | 7           | 2           | 1           | 4           | 10         | 11         | -1         | 5      |
| 7         | Argentinië       | 7           | 2           | 1           | 4           | 7          | 21         | -14        | 5      |
| 8         | Spanje           | 7           | 0           | 1           | 6           | 5          | 17         | -12        | 1      |

| Ronde      | Datum   | Plaats           | Land | Score            | Land |
| ---------- | ------- | ---------------- | ---- | ---------------- | ---- |
| Groepsfase |         |                  |      |                  |      |
| 20 juli    | Atlanta | Argentinië       | 0-2  | Duitsland        |      |
| 22 juli    | Atlanta | Australië        | 7-1  | Argentinië       |      |
| 23 juli    | Atlanta | Spanje           | 0-1  | Argentinië       |      |
| 25 juli    | Atlanta | Verenigde Staten | 1-2  | Argentinië       |      |
| 27 juli    | Atlanta | Nederland        | 4-1  | Argentinië       |      |
| 28 juli    | Atlanta | Argentinië       | 2-2  | Zuid-Korea       |      |
| 30 juli    | Atlanta | Argentinië       | 0-5  | Groot-Brittannië |      |

### Judo
| Olympiër          | Discipline | Resultaat | Prestatie |
| ----------------- | ---------- | --------- | --- |
| Jorge Lencina     | -60kg (m)  | 21e       | 1e ronde: vrij 2e ronde: V van AZE Huseynov |
| Francisco Morales | -65kg (m)  | 34e       | 1e ronde: V van GEO Revazishvili |
| Sebastián Alquati | -71kg (m)  | 13e       | 1e ronde: vrij 2e ronde: V van MGL Boldbataar herkansingen: V van USA Pedro                                                                                             |
| Dario García      | -78kg (m)  | 5e        | 1e ronde: vrij 2e ronde: W van MAR Belgaïd 3e ronde: V van NED Klas kwartfinale: W van FRA Bouras herkansingen: W van RUS Savchishkin bronzen finale: V van TUR Uznadze |
| Pablo Elisii      | -86kg (m)  | 17e       | 1e ronde: vrij 2e ronde: W van MAR Kaaba 3e ronde: V van CUB Despaigne                                                                                                  |
| Alejandro Bender  | -95kg (m)  | 7e        | 1e ronde: vrij 2e ronde: V van BRA Miguel herkansingen 1: W van KAZ Shakimov herkansingen 2: W van MRI Felicite herkansingen 3: V van HUN Kovács                        |
| Orlando Baccino   | +95kg (m)  | 21e       | 1e ronde: vrij 2e ronde: V van TJK Rakhimov |
|                   |            |           | |
| Carolina Mariani  | -52kg (v)  | 7e        | 1e ronde: vrij 2e ronde: W van CAN Gosselin 3e ronde: V van KOR Sook-hee herkansingen 2: W van ITA Giungi herkansingen 3: V van JPN Narazaki                            |

### Kanovaren
| Olympiër                      | Discipline    | Resultaat | Prestatie                                                                           |
| ----------------------------- | ------------- | --------- | ----------------------------------------------------------------------------------- |
| Javier Correa                 | K-1 500m (m)  | 14e       | serie 3: 4e in 1.42,691 herkansingen: 3e in 1.44,076 halve finale 2: 7e in 1.42,071 |
| Abelardo Sztrum               | K-1 1000m (m) | 10e       | serie 1: 3e in 3.52,547 halve finale 1: 6e in 3.44,587                              |
| Diego Cánepa Sergio Mangín    | K-1 500m (m)  | 18e       | serie 3: 6e in 1.38,594 herkansingen: 4e in 1.39,535 halve finale 1: 9e in 1.37,177 |
| Javier Correa Abelardo Sztrum | K-1 1000m (m) | 18e       | serie 2: 5e in 3.49,684 herkansingen: 1e in 3.34,255 halve finale 1: 9e in 3.28,128 |

### Paardensport
| Olympiër            | Discipline                 | Resultaat | Prestatie                               |
| ------------------- | -------------------------- | --------- | --------------------------------------- |
| Julio Albarracín    | springconcours individueel | 59e       | kwalificatie: 59e met 12 strafpunten    |
| Federico Castaing   | springconcours individueel | 79e       | kwalificatie: 79e met 28 strafpunten    |
| Oscar Fuentes       | springconcours individueel | 67e       | kwalificatie: 67e met 12,75 strafpunten |
| Ricardo Kierkegaard | springconcours individueel | 35e       | kwalificatie: 35e met 4,50 strafpunten  |

### Roeien
| Olympiër                                                            | Discipline             | Resultaat | Prestatie                                                                                                  |
| ------------------------------------------------------------------- | ---------------------- | --------- | --- |
| Sergio Fernández González                                           | skiff (m)              | 12e       | serie 3: 2e in 7.37,53 herkansingen: 1e in 7.42,63 halve finale 1: 5e in 7.23,70 finale B: 6e in 6.56,97   |
| Fernando Zapata Agustín Rocha                                       | lichte dubbel-twee (m) | 17e       | serie 1: 4e in 7.07,50 herkansingen: 3e in 6.28,08 halve finale C/D: 3e in 6.38,55 finale C: 5e in 7.04,67 |
| Walter Balunek Carlos Palavecino                                    | twee-zonder (m)        | 12e       | serie 2: 3e in 6.56,03 herkansingen: 3e in 7.10,57 halve finale 2: 6e in 7.14,59                           |
| Santiago Fernández Rubén Knulst Carlos Page Guillermo Pfaab         | dubbel-vier (m)        | 13e       | serie 2: 4e in 6.16,16 herkansingen: 4e in 5.52,89                                                         |
| Jorge Enríquez Hernán Legizamón Gabriel Scortiguini Federico Querín | lichte vier-zonder (m) | 17e       | serie 1: 6e in 6.43,58 herkansingen: 5e in 6.09,86                                                         |
| Mariano Kowalczyk Daniel Scuri Horacio Sicilia Mariano Sosa         | vier-zonder (m)        | 14e       | serie 1: 5e in 6.33,29 herkansingen: 5e in 6.37,85                                                         |
|                                                                     |                        |           | |
| Elina Urbano                                                        | skiff (v)              | 16e       | serie 1: 6e in 8.42,59 herkansingen: 3e in 9.04,66 halve finale 1: 5e in 7.23,70 finale B: 6e in 6.56,97   |
| Dolores Amaya María Garisoain                                       | dubbel-twee (m)        | 13e       | serie 2: 4e in 7.57,05 herkansingen: 4e in 8.09,24                                                         |
| Lorena Corengia Julieta Ramírez                                     | twee-zonder (m)        | 13e       | serie 1: 5e in 8.12,58 herkansingen: 4e in 8.35,53                                                         |

### Schermen
| Olympiër                                         | Discipline      | Resultaat | Prestatie                                                              |
| ------------------------------------------------ | --------------- | --------- | ---------------------------------------------------------------------- |
| Leandro Marchetti                                | floret (m)      | 17e       | 1e ronde: W van AUT Falchetto: 15-13 2e ronde: V van GER Wienand: 1-15 |
|                                                  |                 |           |                                                                        |
| Alejandra Carbone                                | floret (v)      | 33e       | 1e ronde: V van CHN Huifeng: 4-15                                      |
| Yanina Iannuzzi                                  | floret (v)      | 17e       | 1e ronde: V van ISR Parisky: 7-15                                      |
| Dolores Pampin                                   | floret (v)      | 17e       | 1e ronde: V van POL Wolnicka-Szewczyk: 8-15                            |
| Alejandra Carbone Yanina Iannuzzi Dolores Pampin | floret team (v) | 9e        | 1e ronde: V van Rusland: 20-45                                         |

### Schietsport
| Olympiër           | Discipline                 | Resultaat | Prestatie                                             |
| ------------------ | -------------------------- | --------- | ----------------------------------------------------- |
| Ricardo Rusticucci | 10m luchtgeweer (m)        | 26e       | kwalificatie: 26e met 585 punten (96-99-97-100-97-96) |
| Angel Velarte      | 10m luchtgeweer (m)        | 38e       | kwalificatie: 38e met 577 punten (95-95-96-97-96-98)  |
| Ricardo Rusticucci | 50m geweer 3 houdingen (m) | 45e       | kwalificatie: 45e met 1139 punten (392-383-364)       |
| Angel Velarte      | 50m geweer 3 houdingen (m) | 44e       | kwalificatie: 44e met 1142 punten (392-387-363)       |
| Marcelo Gil        | skeet (m)                  | 45e       | kwalificatie: 45e met 113 punten                      |
| Ricardo Rusticucci | 10m luchtgeweer (m)        | 26e       | kwalificatie: 26e met 585 punten (96-99-97-100-97-96) |
|                    |                            |           |                                                       |
| Amelia Fournel     | 10m luchtgeweer (v)        | 13e       | kwalificatie: 13e met 392 punten (97-100-96-97)       |
| Cristina Gallo     | 25m snelvuurpistool (m)    | 33e       | kwalificatie: 33e met 565 punten (283-282)            |
| Lorena Guado       | 25m snelvuurpistool (m)    | 29e       | kwalificatie: 29e met 569 punten (280-289)            |
| Cristina Gallo     | 10m luchtpistool (m)       | 29e       | kwalificatie: 29e met 374 punten (91-94-94-95)        |
| Lorena Guado       | 10m luchtpistool (m)       | 32e       | kwalificatie: 32e met 371 punten (92-96-90-93)        |

### Tennis
| Olympiër                            | Discipline     | Resultaat | Prestatie |
| ----------------------------------- | -------------- | --------- | --- |
| Gastón Etlis                        | enkelspel (m)  | 33e       | 1e ronde: V van RSA Ferreira: 4-6, 3-6                                                                                           |
| Javier Frana                        | enkelspel (m)  | 33e       | 1e ronde: V van GBR Rusedski: 6-4, 5-7, 3-6                                                                                      |
| Hernán Gumy                         | enkelspel (m)  | 33e       | 1e ronde: V van VEN Pereira: 4-6, 0-6                                                                                            |
| Javier Frana Luis Lobo              | dubbelspel (m) | 17e       | 1e ronde: V van ESP Bruguera/Carbonell: 3-6, 6-7(6)                                                                              |
|                                     |                |           | |
| Inés Gorrochategui                  | enkelspel (v)  | 9e        | 1e ronde: W van CHN Yi Jingqian: 6-2, 1-6, 6-1 2e ronde: W van FRA Pierce: 6-4, 1-6, 7-5 3e ronde: V van USA Fernandez: 0-6, 3-6 |
| Florencia Labat                     | enkelspel (v)  | 17e       | 1e ronde: W van RUS Makarova: 6-2, 7-5 2e ronde: V van BUL Maleeva: 6-7(7), 1-6                                                  |
| Gabriela Sabatini                   | enkelspel (v)  | 9e        | 1e ronde: W van FRA Tauziat: 7-5, 6-2 2e ronde: W van MEX Gavaldón: 6-4, 6-0 3e ronde: V van USA Seles: 3-6, 3-6                 |
| Gabriela Sabatini Patricia Tarabini | dubbelspel (v) | 17e       | 1e ronde: V van BEL Appelmans/Courtois: 7-5, 3-6, 4-6                                                                            |

### Voetbal

#### Mannen
| Olympiër | Discipline | Resultaat | Prestatie |
| --- | ---------- | --------- | --- |
| Carlos Bossio Pablo Cavallero Roberto Ayala José Chamot Javier Zanetti Roberto Sensini Matías Almeyda Diego Simeone Hugo Morales Mauricio Pineda Pablo Paz Christian Bassedas Marcelo Gallardo Claudio López Hernán Crespo Ariel Ortega Gustavo López Marcelo Delgado | mannen     | Zilver    | groepsfase: 1e W van Verenigde Staten: 3-2 G tegen Portugal: 1-1 G tegen Spanje: 1-2 kwartfinale: W van Spanje: 4-0 halve finale: W van Portugal: 2-0 finale: V van Nigeria: 2-3 |

| Groep A |                  |             |             |             |             |            |            |            |        |
| #       | Land             | Wedstrijden | Wedstrijden | Wedstrijden | Wedstrijden | Doelpunten | Doelpunten | Doelpunten | Punten |
| #       | Land             | G           | W           | G           | V           | V          | T          | Saldo      | Punten |
| 1       | Argentinië       | 3           | 1           | 2           | 0           | 5          | 3          | +2         | 5      |
| 2       | Portugal         | 3           | 1           | 2           | 0           | 4          | 2          | +2         | 5      |
| 3       | Verenigde Staten | 3           | 1           | 1           | 1           | 4          | 4          | +0         | 4      |
| 4       | Tunesië          | 3           | 0           | 1           | 2           | 1          | 5          | -4         | 1      |

| Ronde        | Datum           | Plaats     | Land | Score            | Land |
| ------------ | --------------- | ---------- | ---- | ---------------- | ---- |
| Groepsfase   |                 |            |      |                  |      |
| 20 juli      | Birmingham      | Argentinië | 3-1  | Verenigde Staten |      |
| 22 juli      | Washington D.C. | Argentinië | 1-1  | Portugal         |      |
| 24 juli      | Birmingham      | Argentinië | 1-1  | Tunesië          |      |
| Kwartfinale  |                 |            |      |                  |      |
| 27 juli      | Birmingham      | Argentinië | 4-0  | Spanje           |      |
| Halve finale |                 |            |      |                  |      |
| 30 juli      | Athens          | Portugal   | 0-2  | Argentinië       |      |
| Finale       |                 |            |      |                  |      |
| 3 augustus   | Athens          | Nigeria    | 3-2  | Argentinië       |      |

### Volleybal
| Olympiër | Discipline | Resultaat | Prestatie |
| Beach | Beach      | Beach     | Beach |
| --- | ---------- | --------- | --- |
| Martín Conde Esteban Martínez | beach (m)  | 13e       | 1e ronde: vrij 2e ronde: V van CUB Álvarez/Rossell: 11-15 |
| Zaal |            |           | |
| Marcos Milinkovic Jorge Elgueta Sebastián Jabif Leandro Maly Javier Weber Fernando Borrero Alejandro Romano Sebastián Firpo Pablo Pereira Guillermo Martínez Eduardo Rodríguez | zaal (m)   | 8e        | groepsfase: 4e W van Brazilië: 3-1 (9-15, 15-8, 16-14, 15-6) V van Verenigde Staten: 0-3 (7-15, 8-15, 11-15) W van Bulgarije: 1-3 (15-10, 15-8, 11-15, 15-10) V van Cuba: 0-3 (10-15, 12-15, 9-15) W van Polen: 3-1 (7-15, 17-15, 15-10, 15-9) kwartfinale: V van Italië: 1-3 (15-12, 9-15, 7-15, 4-15) 5-8e plek: V van Brazilië: 1-3 (10-15, 3-15, 15-13, 9-15) 7-8e plek: V van Bulgarije: 2-3 (15-10, 15-10, 7-15, 7-15, 18-20) |

| Groep A |                  |             |             |             |      |      |       |           |           |           |        |
| #       | Land             | Wedstrijden | Wedstrijden | Wedstrijden | Sets | Sets | Sets  | Setpunten | Setpunten | Setpunten | Punten |
| #       | Land             | G           | W           | V           | V    | T    | Saldo | V         | T         | Saldo     | Punten |
| 1       | Cuba             | 5           | 4           | 1           | 12   | 5    | +7    | 233       | 191       | +42       | 9      |
| 2       | Brazilië         | 5           | 3           | 2           | 10   | 6    | +4    | 210       | 187       | +23       | 8      |
| 3       | Bulgarije        | 5           | 3           | 2           | 10   | 8    | +2    | 225       | 212       | +13       | 8      |
| 4       | Argentinië       | 5           | 3           | 2           | 9    | 9    | 0     | 222       | 225       | -3        | 8      |
| 5       | Verenigde Staten | 5           | 2           | 3           | 10   | 9    | +1    | 241       | 233       | +8        | 7      |
| 6       | Polen            | 5           | 0           | 5           | 1    | 15   | -14   | 151       | 234       | -83       | 5      |

| Ronde       | Datum   | Plaats     | Land | Score            | Land |
| ----------- | ------- | ---------- | ---- | ---------------- | ---- |
| Groepsfase  |         |            |      |                  |      |
| 21 juli     | Atlanta | Brazilië   | 1-3  | Argentinië       |      |
| 23 juli     | Atlanta | Argentinië | 0-3  | Verenigde Staten |      |
| 25 juli     | Atlanta | Bulgarije  | 1-3  | Argentinië       |      |
| 27 juli     | Atlanta | Argentinië | 0-3  | Cuba             |      |
| 29 juli     | Atlanta | Polen      | 1-3  | Argentinië       |      |
| Kwartfinale |         |            |      |                  |      |
| 31 juli     | Atlanta | Argentinië | 1-3  | Italië           |      |
| 5-8e plek   |         |            |      |                  |      |
| 1 augustus  | Atlanta | Brazilië   | 3-1  | Argentinië       |      |
| 7-8e plek   |         |            |      |                  |      |
| 2 augustus  | Atlanta | Bulgarije  | 3-2  | Argentinië       |      |

### Wielersport
| Olympiër                                                   | Discipline                    | Resultaat | Prestatie                                                                  |
| Baan                                                       | Baan                          | Baan      | Baan                                                                       |
| ---------------------------------------------------------- | ----------------------------- | --------- | -------------------------------------------------------------------------- |
| Ángel Colla                                                | tijdrit (m)                   | 17e       | 1.06,619                                                                   |
| Walter Pérez                                               | individuele achtervolging (m) | 8e        | kwalificatie: 7e in 4.40,715 kwartfinale 3: V van FRA Ermenault: gedubbeld |
| Gabriel Curuchet Gonzalo García Walter Pérez Edgardo Simón | ploegenachtervolging (m)      | 14e       | kwalificatie: 14e in 4.20,840                                              |
| Juan Curuchet                                              | puntenkoers (m)               | 23e       | 0 punten                                                                   |
| Mountainbike                                               |                               |           |                                                                            |
| Lautaro Chávez                                             | mountainbike (m)              | DNF       | niet gefinisht                                                             |
|                                                            |                               |           |                                                                            |
| Sandra Ambrosio                                            | mountainbike (v)              | DNF       | niet gefinisht                                                             |
| Weg                                                        |                               |           |                                                                            |
| Gustavo Artacho                                            | wegwedstrijd (m)              | DNF       | niet gefinisht                                                             |
| Rubén Pegorín                                              | wegwedstrijd (m)              | DNF       | niet gefinisht                                                             |

### Worstelen
| Olympiër    | Discipline            | Resultaat | Prestatie                                                          |
| ----------- | --------------------- | --------- | ------------------------------------------------------------------ |
| Paulo Ibire | -68kg vrije stijl (m) | 18e       | 1e ronde: V van KOR Sang-Ho: 0-7 2e ronde: V van CUB Sánchez: 0-10 |

### Zeilen
| Olympiër                        | Discipline  | Resultaat | Prestatie                                          |
| ------------------------------- | ----------- | --------- | -------------------------------------------------- |
| Carlos Espínola                 | mistral (m) | Zilver    | 19 punten: (2-4-4-2-3-6-PMS-2-2)                   |
| Santiago Lange                  | laser (m)   | 9e        | 79 punten: (4-1-5-14-23-11-19-DSQ-2-19-4)          |
| Martín Billoch Martín Rodríguez | 470 (m)     | 7e        | 73 punten: (12-23-1-22-20-3-4-12-1-8-12)           |
| Guillermo Calegari Mauro Maiola | star (m)    | 22e       | 146 punten: (17-17-23-22-19-22-18-17-19-17)        |
|                                 |             |           |                                                    |
| Serena Amato                    | europe (v)  | 8e        | 81 punten: (8-17-8-8-16-15-6-5-1-16-14)            |
| Mónica Fechino                  | mistral (v) | 17e       | 108 punten: (17-18-10-18-25-16-2015-14)            |
| Paula Reinoso Sofía Usandizaga  | 470 (v)     | 22e       | 170,50 punten: (PMS-16-16-22-22-20-17-20-22-17-20) |

### Zwemmen
| Olympiër                                                                  | Discipline            | Resultaat | Prestatie               |
| ------------------------------------------------------------------------- | --------------------- | --------- | ----------------------- |
| José Meolans                                                              | 50m vrije slag (m)    | 23e       | serie 7: 8e in 23,21    |
| José Meolans                                                              | 100m vrije slag (m)   | 45e       | serie 7: 8e in 52,02    |
| Agustín Fiorilli                                                          | 400m vrije slag (m)   | 28e       | serie 1: 2e in 4.02,53  |
| Agustín Fiorilli                                                          | 1500m vrije slag (m)  | 26e       | serie 2: 4e in 15.51,85 |
| José Meolans                                                              | 100m vlinderslag (m)  | 28e       | serie 6: 4e in 54,06    |
|                                                                           |                       |           |                         |
| Valeria Alvarez                                                           | 50m vrije slag (v)    | 39e       | serie 3: 6e in 27,12    |
| Valeria Alvarez                                                           | 100m vrije slag (v)   | 43e       | serie 1: 3e in 59,26    |
| Alicia Barrancos                                                          | 400m vrije slag (v)   | 28e       | serie 2: 3e in 4.22,11  |
| Alicia Barrancos                                                          | 800m vrije slag (v)   | 17e       | serie 4: 6e in 8.48,54  |
| Valeria Alvarez                                                           | 100m rugslag (v)      | 30e       | serie 3: 8e in 1.06,38  |
| María Carolina Santa Cruz                                                 | 100m schoolslag (v)   | 42e       | serie 2: 6e in 1.16,19  |
| María Carolina Santa Cruz                                                 | 200m schoolslag (v)   | 32e       | serie 3: 7e in 2.37,85  |
| María del Pilar Pereyra                                                   | 100m vlinderslag (v)  | 33e       | serie 1: 1e in 1.03,98  |
| María del Pilar Pereyra                                                   | 200m vlinderslag (v)  | 28e       | serie 2: 5e in 2.16,57  |
| Valeria Alvarez Alicia Barrancos María Bertelloti María del Pilar Pereyra | 4x200m vrije slag (v) | 21e       | serie 1: 7e in 8.46,6   |
| Valeria Alvarez María Bertelloti María del Pilar Pereyra María Santa Cruz | 4x100m wisselslag (v) | 23e       | serie 1: 7e in 4.27,99  |

Afghanistan · Albanië · Algerije · Amerikaanse Maagdeneilanden · Amerikaans-Samoa · Andorra · Angola · Antigua‑Barbuda · Argentinië · Armenië · Aruba · Australië · Azerbeidzjan · Bahama's · Bahrein · Bangladesh · Barbados · België · Belize · Benin · Bermuda · Bhutan · Bolivia · Bosnië en Herzegovina · Botswana · Brazilië · Britse Maagdeneilanden · Brunei · Bulgarije · Burkina Faso · Burundi · Cambodja · Canada · Centraal-Afrikaanse Republiek · Chili · China · Chinees Taipei · Colombia · Comoren · Congo-Brazzaville · Cookeilanden · Costa Rica · Cuba · Cyprus · Denemarken · Djibouti · Dominica · Dominicaanse Republiek · Duitsland · Ecuador · Egypte · El Salvador · Equatoriaal-Guinea · Estland · Ethiopië · Fiji · Filipijnen · Finland · Frankrijk · Gabon · Gambia · Georgië · Ghana · Grenada · Griekenland · Groot-Brittannië · Guam · Guatemala · Guinee · Guinee-Bissau · Guyana · Haïti · Honduras · Hongarije · Hongkong · Ierland · IJsland · India · Indonesië · Irak · Iran · Israël · Italië · Ivoorkust · Jamaica · Japan · Jemen · Joegoslavië · Jordanië · Kaaimaneilanden · Kaapverdië · Kameroen · Kazachstan · Kenia · Kirgizië · Koeweit · Kroatië · Laos · Lesotho · Letland · Libanon · Liberia · Libië · Liechtenstein · Litouwen · Luxemburg ·  Macedonië · Madagaskar · Malawi · Malediven · Maleisië · Mali · Malta · Marokko · Mauritanië · Mauritius · Mexico · Moldavië · Monaco · Mongolië · Mozambique · Myanmar · Namibië · Nauru · Nederland · Nederlandse Antillen · Nepal · Nicaragua · Nieuw-Zeeland · Niger · Nigeria · Noord-Korea · Noorwegen · Oeganda · Oekraïne · Oezbekistan · Oman · Oostenrijk · Pakistan · Palestina · Panama · Papoea-Nieuw-Guinea · Paraguay · Peru · Polen · Portugal · Puerto Rico · Qatar · Roemenië · Rusland · Rwanda · Saint Kitts en Nevis · Saint Lucia · Saint Vincent en Grenadines · Salomonseilanden · Samoa · San Marino · Sao Tomé en Principe · Saoedi-Arabië · Senegal · Seychellen · Sierra Leone · Singapore · Slovenië · Slowakije · Soedan · Somalië · Spanje · Sri Lanka · Suriname · Swaziland · Syrië · Tadzjikistan · Tanzania · Thailand · Togo · Tonga · Trinidad en Tobago · Tsjaad · Tsjechië · Tunesië · Turkije · Turkmenistan · Uruguay · Vanuatu · Venezuela · Verenigde Arabische Emiraten · Verenigde Staten · Vietnam · Wit-Rusland · Zaïre · Zambia · Zimbabwe · Zuid-Afrika · Zuid-Korea · Zweden · Zwitserland